# Ерікюла
Е́рікюла (ест. Äriküla) — село в Естонії, у волості Мулґі повіту Вільяндімаа.

## Населення
Чисельність населення на 31 грудня 2011 року становила 98 осіб.

## Географія
Через населений пункт проходить автошлях 54 (Карксі-Нуйа — Ліллі). Від села починаються дороги 24199 (Лопа — Ерікюла) та 24230 (Сінеярве — Ерікюла).

## Історія
З 13 лютого 1992 до 24 жовтня 2017 року село входило до складу волості Карксі, яка до 14 жовтня 1997 року мала назву Поллі.

## Пам'ятки природи
На південний схід від села розташовувався видовий заповідник Ікепера, з якого через відсутність природно-ціннісних об'єктів 7 липня 2016 року постановою Уряду Естонії знятий природоохоронний статус.